# Sveriges Motorcyklister
Sveriges Motorcyklister (SMC) är en ideell intresseorganisation för Sveriges landsvägsmotorcyklister grundad 1963. Fram till september 2006 var organisationens namn Sveriges Motorcyklisters Centralorganisation.

## Organisation
SMC har 21 distriktsorganisationer och 350 anslutna motorcykelklubbar. År 2013 hade organisationen 60 550 medlemmar.

## Verksamhet
SMC är remissinstans i motorcykelfrågor och har ett nära samarbete med politiker, myndigheter och mc-branschen. SMC bedriver också ett aktivt arbete på motorcykelområdet i frågor rörande bl.a. trafiklagstiftning, försäkringar, säkerhet, utbildning och konsumenträtt.
SMC arrangerar fortbildningskurser och årligen återkommande så kallade avrostningsövningar för motorcyklister.

## Andra organisationer
SMC är bl.a. medlem i MC-Rådet och Nationalföreningen för Trafiksäkerhetens Främjande (NTF) och är, genom Svenska Motorcykel- och Snöskoterförbundet, representerat i den internationella motorcykelfederationen Fédération Internationale de Motocyclisme.

## MC-skadefonden
SMC har en skadefond där den som varit med om en MC-olycka kan söka bidrag till sin vård och rehabilitering. Fonden bildades 1993 och finansieras genom en årlig avsättning av en krona per medlem, samt genom donationer och överskott från olika evenemang.

## Medlemskap
Medlemmar har rabatt på vissa MC-relaterade varor och tjänster. Rådgivning i tekniska och juridiska frågor och hjälp i konsumentärenden ingår i medlemskapet.

## MC-Folket
Medlemstidningen MC-Folket utkommer med åtta nummer per år och har en TS-kontrollerad upplaga på 67 800 exemplar (2005).